# Madonna d'oro di Essen
La Madonna d'oro di Essen è una scultura in legno dorato (74x27x27 cm) risalente al 980 circa e conservata nel tesoro della Cattedrale di Essen. Si tratta della più antica figura a tutto tondo esistente della Vergine Maria nell'arte occidentale. Insieme alla Croce di Gerone a Colonia, è una delle poche grandi opere d'arte ottoniana rimaste. Oggi la statua è ancora un'immagine di culto molto venerata e un'icona della Ruhr e della sua storia millenaria.

## Nome
Il nome Madonna d'Oro è in uso solo dal XIX secolo. Nei vecchi manoscritti come della cattedrale di Essen come il Liber Ordinarius, un manoscritto con istruzioni liturgiche per il monastero femminile di Essen del 1370 circa, veniva indicato come "dat gulden bild onser vrouwen" o "ymago aurea beatae Mariae Virginis". Il registro del tesoro del monastero di Essen del 1626 nomina "un grande Marienbelt, seduto su una sedia ricoperta d'oro puro". Il nome Madonna d'Oro è sintomatico di un certo stupore reverenziale prettamente romantico, nato attorno a un manufatto che, all'epoca, figurava solo al n. 32 dell'elenco dei beni nel tesoro della cattedrale.

## Storia

### Menzioni nel Medioevo

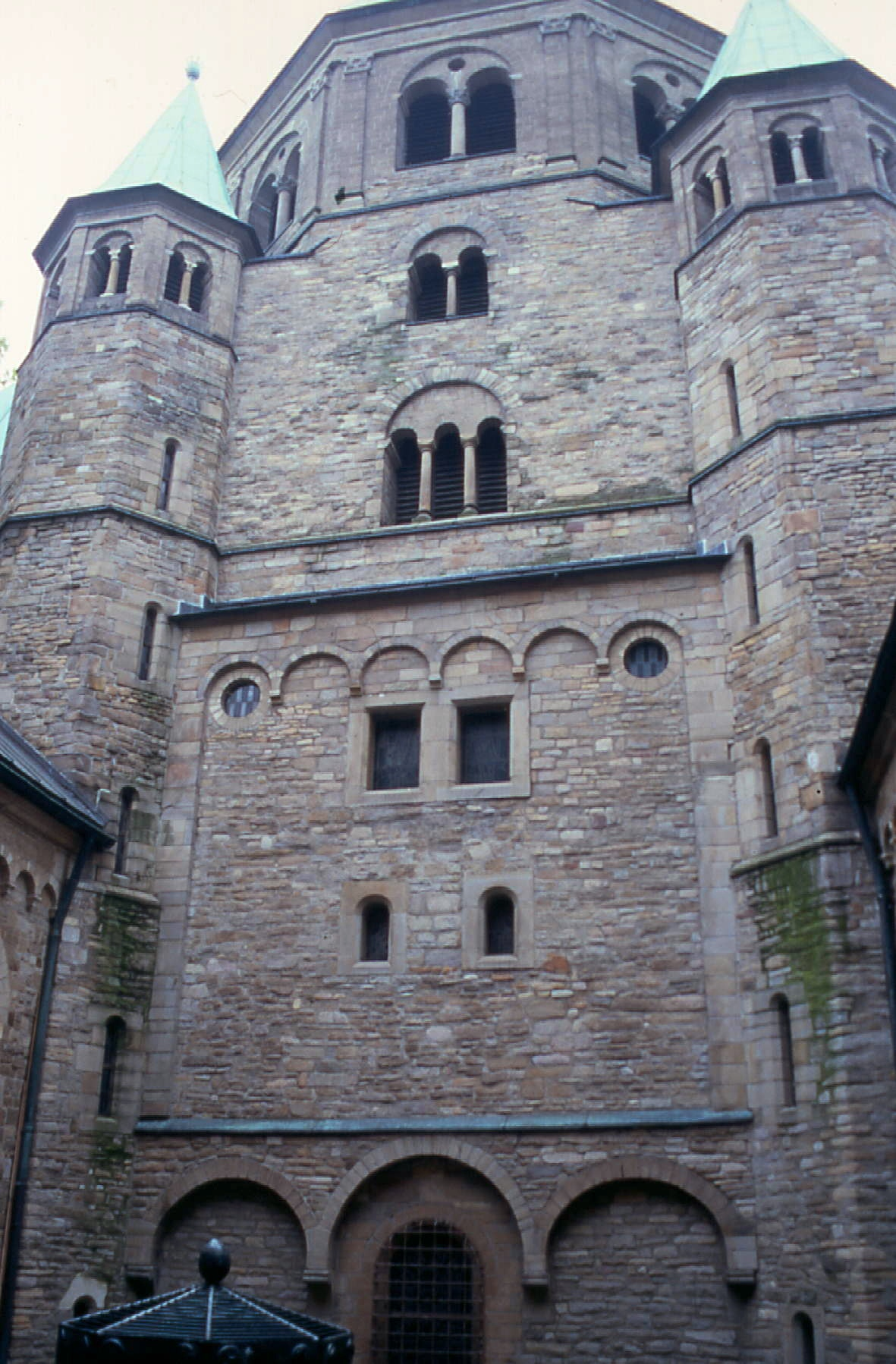
Westbau del duomo di Essen, luogo di conservazione della Madonna d'Oro

Non si sa chi abbia donato la figura d'oro al monastero di Essen, in quanto la figura non reca iscrizioni e non è stato individuato alcun documento relativo. A causa del fatto che la badessa Theophanu usò lo smalto dell'aureola della Madonna sulla Croce di Teofano e nel reliquiario del chiodo a croce come spolia, la figura già esisteva di certo nell'XI secolo a Essen. Da allora, la figura ha lasciato la città solo in tempo di guerra e crisi, anche se le fonti di questa importante opera d'arte, come tutte le ricerche, sono piuttosto esigue. Le processioni descritte quando la figura fu citata per la prima volta nel Liber Ordinarius (intorno al 1370) sono già una tradizione annuale con una liturgia ben definita. Apparentemente né la disputa tra l'Arcivescovado di Colonia e i Signori di Isenberg sui Vogtei sul monastero di Essen, culminata nell'assassinio dell'arcivescovo di Colonia Engelbert von Berg da parte di Friedrich von Isenberg, né la secolare disputa tra il monastero e la città sul cibo, sia che la città fosse soggetta al monastero oltre che essere una libera città imperiale, hanno influenzato il possesso e il luogo in cui si è trovata la Madonna nel corso dei secoli. Sul sigillo della città di Essen del 1244 la Madonna è raffigurata tra i Santi Cosma e Damiano. A causa delle fonti scarse, non è nemmeno certo dove il monastero di Essen custodisse la statua. Poiché i canonici ricevevano la statua dal tesoriere per le processioni dei candelieri, si presume che fosse usata solo per le processioni e che il resto del tempo fosse conservata altrove. Il westbau della chiesa, simile a una fortezza, o un'estensione accanto alla navata destra, l'armarium dictum sychter, sul sito dell'odierna tesoreria, sono considerati i luoghi di deposito più probabili. Secondo i ritrovamenti, entrambi i luoghi hanno svolto il ruolo di camere del tesoro nel Medioevo.

### Spostamenti in tempi moderni
Fu solo con la Guerra dei Trent'anni che la Madonna dovette essere evacuata dalla città. Nel 1622 il tesoro della cattedrale fu riparato a Düsseldorf, ma fu presto riportato indietro. Nel 1634 la badessa di Essen Maria Clara von Spaur portò in salvo sé stessa e il tesoro della cattedrale a Colonia, dove rimasero fino alla fine della Guerra dei Trent'anni. La Madonna e il perduto reliquiario di San Marsus furono portati durante le processioni di Colonia durante questo periodo. Come stabilito dai rapporti contemporanei, eclissavano i tesori di Colonia con il loro splendore. L'anno esatto del ritorno dei tesori da Colonia non è stato registrato.
Nel 1794, quando i francesi stavano avanzando verso Essen, la Madonna fu di nuovo messa in salvo, questa volta a Steele, un quartiere di Essen, nell'orfanotrofio donato dalla badessa Christine. Con la secolarizzazione del 1803 la Madonna soggiornò ad Essen. Al posto della dissolta fondazione femminile, la parrocchia cattolica di San Giovanni, che utilizzava la collegiata come chiesa parrocchiale, divenne proprietaria della Madonna. Nel secolo successivo la statua rimase nel tesoro, visitata solo saltuariamente da storici dell'arte. Nel 1905, dopo che Humann ne scoprì i danni nel 1904, fu eseguito il primo restauro, senza il quale la figura probabilmente non sarebbe sopravvissuta ai numerosi spostamenti del XX secolo.

### Eventi del XX secolo
Durante la prima guerra mondiale, la figura rimase a Essen, ma il timore di un'imminente rivoluzione comunista spinse la direzione della Congregazione di San Giovanni nell'estate del 1920 a portare il tesoro della cattedrale, inclusa la Madonna, in un luogo sicuro. Per motivi di sicurezza, decisero di non conoscere neppure il luogo del nascondiglio. Un orafo e restauratore di Aquisgrana si procurò un nascondiglio in un'altra diocesi tedesca come intermediario, il cui vescovo fu informato dell'atto di occultamento ma non del nascondiglio stesso, che nessuno conosceva tranne l'intermediario e il custode del nascondiglio. Un documento che dichiarava il nascondiglio nel caso in cui i suoi conoscitori trovassero la morte fu depositato in una diocesi olandese come sicurezza. La segretezza funzionò così bene che non si sa ancora esattamente dove fosse questo nascondiglio, in cui il confidente portò tutto il tesoro della cattedrale dopo averlo imballato in valigie logore e scatole di cartone. Anche il documento depositato nei Paesi Bassi fu distrutto dopo che il tesoro della cattedrale venne restituito. Si sa solo che il nascondiglio era nella diocesi di Hildesheim. La restituzione della Madonna e del tesoro della cattedrale fu organizzata in modo similmente cospiratorio come il suo occultamento. Quando la situazione sembrò abbastanza sicura per la parrocchia alla fine del 1924, il confidente andò con suo figlio a Hildesheim nell'estate del 1925, ricevette il tesoro e portò con sé i pezzi avvolti in un involucro poco appariscente sulla Reichsbahn, come passeggero di quarta classe.
Durante la seconda guerra mondiale, la Madonna d'oro e il resto del tesoro della cattedrale furono evacuati prima a Warstein e poi al castello di Albrechtsburg a Meißen. Da lì furono portati in un rifugio antiaereo a Siegen, in cui erano nascosti anche il tesoro della cattedrale di Colonia con la Croce di Gerone, il tesoro della chiesa di Siegburg con il santuario di Anno, il tesoro della cattedrale di Xanten e i tesori della chiesa di Elten e Vreden. Fu trovato lì alla fine della guerra dalle truppe americane che lo portarono al Museo di Stato di Marburg. Da lì fu trasferito al deposito d'arte Schloss Dyck vicino a Rheydt, da cui fu esposto in diverse, irripetibili mostre come quella del 1947 all'Università di Colonia, ma anche nei paesi vicini. Da aprile a giugno 1949, la Madonna fu il pezzo principale di una mostra a Bruxelles, per poi essere esposta ad Amsterdam fino a ottobre. La scultura è poi tornata ad Essen, inizialmente in un caveau della cassa di risparmio della città fino a quando la camera del tesoro della chiesa collegiata, che era stata distrutta durante la guerra, venne ricostruita. Da allora non ha più lasciato la città.

## La statua

### Data e luogo di origine
La statua è datata intorno al 980, durante il regno della badessa di Essen Mathilde II (971-1011), che era una nipote dell'imperatore Ottone I. Sotto Mathilde e i suoi successori Sophia (1012-1039) e Theophanu (1039-1058), che appartenevano tutti alla famiglia reale ottoniana, il monastero di Essen, consacrato alla Santissima Trinità, alla Vergine Maria e ai Santi Cosma e Damiano, visse il periodo di massimo splendore, durante il quale furono realizzate le sue opere d'arte più preziose. Il luogo di origine e l'artista della Madonna d'Oro sono comunque sconosciuti. La tradizione locale di Essen prevede come possibili luoghi di origine Colonia o Hildesheim, dove si è conservata la cosiddetta Grande Madonna d'Oro, simile per concezione e di poco successiva. Colonia è il più probabile sito di produzione: ciò è supportato da somiglianze stilistiche tra le pieghe della veste della Madonna e il grembiule sul corpo della Croce di Ottone e Matilde datata 982, che si trova anch'essa nel tesoro della Cattedrale di Essen. Questo corpo è poi dello stesso tipo di quello della Croce di Gerone sempre a Colonia, tanto che le tre opere sono state attribuite a un'unica bottega orafa attiva appunto a Colonia. Tuttavia, a causa dell'origine inequivocabile delle smalto della Croce di Ottone e Matilde dal laboratorio di Egberto di Treviri, l'ipotesi ha elementi per essere messa in dubbio. Anche l'aureola del Bambino e l'aureola della Madonna stessa, che era già stata rimossa nell'XI secolo, erano riccamente ricoperte di smalti d'oro, alcuni dei quali furono usati come spolia per ornare altri pezzi del tesoro della cattedrale di Essen. Queste tavolette di smalto mancano di alcune delle caratteristiche del laboratorio di Egberto di Treviri, ma non ci sono prove di un secondo laboratorio di smalto nell'impero carolingio e, a causa della tecnica difficile da controllare utilizzata nella fabbricazione dello smalto, è improbabile che ve ne fossero altri senza che abbiano lasciato traccia di sé. La cerchia dei possibili luoghi di lavorazione della Madonna è stata ampliata fino a includere Treviri come probabile luogo di lavorazione degli smalti, dove la badessa Mathilde, come presunta committente, avrebbe potuto esercitare il controllo sulla manifattura.

### Descrizione della scultura
Maria è mostrata seduta su uno sgabello con un Cristo Bambino leggermente sovradimensionato, seduto in grembo ad angolo retto rispetto a lei. Indossa una tunica attillata a maniche lunghe e un cappotto a forma di palla. Indossa un velo sulla testa, le cui estremità sono coperte dal mantello. La mano destra solleva la palla con il pollice e due dita. Il Bambino, che sostiene con la mano sinistra, indossa abiti sacerdotali e un'aureola a croce che era sostenuta da una placca d'argento placcata in oro già nel Medioevo. Con la mano sinistra preme un libro sul petto.
La Madonna d'Oro è alta 74 cm e la base misura 27 cm di larghezza. Il nucleo della statua è ricavato da un unico pezzo di legno verde che, secondo gli ultimi restauratori, è legno di pioppo. Lo storico dell'arte Georg Humann, che descrisse dettagliatamente la statua nel 1904, aveva ipotizzato legno di pero o prugna. L'orafo Classen, che lo restaurò nel 1950, lo descriveva invece come legno di tiglio. Sotto il trono della Madonna è presente una cavità vuota chiusa da un reticolo ligneo, che potrebbe aver contenuto delle reliquie. La lucentezza dorata della figura deriva dai fogli d'oro arrotolati con cui è ricoperta l'anima di legno. Le singole piastre d'oro sono spesse solo un quarto di millimetro. Lungo i bordi sono attaccate al nucleo con sottili spilli e chiodi d'oro. La dimensione dei fogli varia, poiché l'artista li ha adattati in dimensioni e forma alla figura, quindi i volti di Maria e del Bambino, per esempio, sono rivestiti ciascuno da un'unica lamina. Gli occhi colorati della Madonna e del Bambino sono stati realizzati in smalto cloisonné. Gli occhi della Madonna sono stati inseriti negli incavi predisposti durante l'intaglio del nucleo ligneo, mentre quelli del bambino sono stati posti al di sopra, senza incavi. La mano destra del bambino è un rifacimento del XIV secolo in fusione d'argento, mentre la mano destra originale è andata persa. Sulla palla che la Madonna tiene nella mano destra, sulla gamba posteriore destra dello sgabello, sul libro tenuto dal Bambino e sull'aureola del Bambino sono presenti resti delle decorazioni originarie del X secolo, che consistevano in filigrana, pietre preziose e smalto. Lo sgabello fu probabilmente spogliato presto della sua decorazione: si presume che lo smalto sul gambo della croce della Croce di Teofano, datata intorno al 1045, potrebbe provenire proprio dallo sgabello della Madonna. La fibula con aquila sulla veste è a sua volta un'aggiunta dell'inizio del XIII secolo. Un'altra spilla sottostante, raffigurante una Madonna seduta, ha forme gotiche ed è stata datata al XVI secolo.

### Storia e condizioni del restauro
Nel 1905 la statua fu restaurata per la prima volta perché infestata dal tarlo e dalla zecca del legno. La figura era stata completamente attraversata dai tunnel scavati dai tarli e minacciava di crollare su sé stessa, poiché il rivestimento metallico non può reggersi senza l'anima di legno. Per preservarlo, la figura è stata accuratamente avvolta in uno strato di gesso, dopodiché l'interno è stato riempito con aria compressa e un agente impregnante è stato fatto passare attraverso i tunnel perforati dai parassiti. Ad asciugatura ultimata, una miscela di colla, gesso e acqua è stata utilizzata per riempire e colmare i tunnel. Durante l'intera procedura, la figura è stata girata e girata più volte in modo da riempire il maggior numero possibile di cavità. Infine, i canali perforati per l'introduzione della massa sono stati chiusi con tasselli in legno di quercia e le piastre d'oro precedentemente rimosse sono state fissate di nuovo. I costi di ristrutturazione a quel tempo ammontarono a 3.200 marchi d'oro, a cui contribuì lo stato di Prussia.
La Madonna ha subito trasporti durante e dopo la seconda guerra mondiale. Durante i trasferimenti, molti fogli d'oro si staccarono o sollevarono, favorendo nuove infestazioni di parassiti. Nel 1950, quindi, un secondo restauro fu eseguito dall'orafo Classen di Essen. Fu prima utilizzato un gas per uccidere i parassiti, per poi riempire i condotti con "legno liquido", un composto di plastica che era comune per il restauro del legno all'epoca. Durante questo restauro, sotto i piedi del trono fu posta una targa rettangolare in legno.
Entrambi i restauri erano allo stato dell'arte all'epoca, ma non ottimali. Non si sapeva esattamente come fosse composto il composto di riempimento del 1905 o il "legno liquido", né se questi agenti reagissero tra loro. Non era inoltre noto se nella figura fossero rimaste delle cavità. Nel 2004 avvenne un terzo restauro, per la cui realizzazione fu allestito un laboratorio di restauro nel tesoro della cattedrale in modo che la fragile figura non dovesse essere esposta a vie di trasporto più lunghe. Inoltre il laboratorio garantì che la statua venisse mossa il meno possibile, conservata in un clima costante e in un ambiente privo di vibrazioni.
In primo luogo, venne effettuato un esame approfondito, durante il quale la condizione della scultura fu ampiamente documentata. Tra l'altro, furono effettuati esami radiografici della base e fu esaminata per endoscopia la cavità sotto il trono della Madonna. Furono inoltre esaminati campioni del legno, recuperati e identificati i resti dei parassiti, studiato il rivestimento di sporcizia e fuliggine di candela che si era formata sulla superficie della figura, nonché campioni dall'interno analizzati chimicamente. Nessun parassita vivente venne trovato durante le indagini, ma il trono in particolare aveva molte aree vuote. Più del 95% del rivestimento in lamiera d'oro è ancora medievale, sebbene gli accessori sul trono risalgano probabilmente all'XI secolo. Tutti i chiodi di fissaggio sono moderni e provengono dai restauri del 1904 e del 1950 e dalle riparazioni.
Dopo gli esami, il legno del trono e della poltrona è stato rafforzato dai restauratori del legno di Colonia Ria Röthinger e Michaela von Welck. L'argentiere Peter Bolg liberò le lastre di dal rivestimento di sporcizia e lucidò la mano destra del Bambino, che era stata fatta d'argento nel XIV secolo e si era annerita nel corso dei secoli, per risplendere di nuovo. La conservazione della figura, che è stata accompagnata da una commissione di storici dell'arte, conservazionisti e restauratori sotto la direzione del capo del tesoro della cattedrale Birgitta Falk, è durata 10 mesi ed è stata resa possibile dalle donazioni della popolazione di Essen, delle aziende di Essen e del Münsterbauverein (la fabbriceria della cattedrale), oltre che da fondi pubblici. Nel dicembre 2004 la Madonna d'oro poté essere rimessa al suo posto nella cattedrale di Essen. Un ulteriore esame sulle condizioni della statua ha avuto luogo il 10 e l'11 luglio 2006.

## Classificazione e iconografia storico-artistica

### Influenze
La Madonna d'oro è la più antica scultura a tutto tondo a nord delle Alpi e la più antica statua di Maria sopravvissuta. Inoltre, grazie alla sua doratura, è uno dei pochi esempi superstiti di figure di culto placcate in oro, di cui si parla frequentemente nell'Alto Medioevo, ma di cui la Madonna di Essen è l'esemplare più antico sopravvissuto, ad eccezione di un San Fides nel tesoro dell'Abbazia di Conques nel sud della Francia. Le fattezze e l'uso dello smalto indicano l'influenza bizantina, che divenne evidente solo nel Sacro Romano Impero dopo il matrimonio dell'imperatore Ottone II con la principessa bizantina Theophanu nel 972. Allo stesso tempo, la figura mostra che lo scultore era abituato a creare rilievi, ma era ancora inesperto nella creazione di una scultura completa, poiché le transizioni tra le viste frontale, laterale e posteriore sono parzialmente imperfette. I diversi punti di vista non si uniscono per formare una vera unità.

### Contenuto simbolico religioso e politico

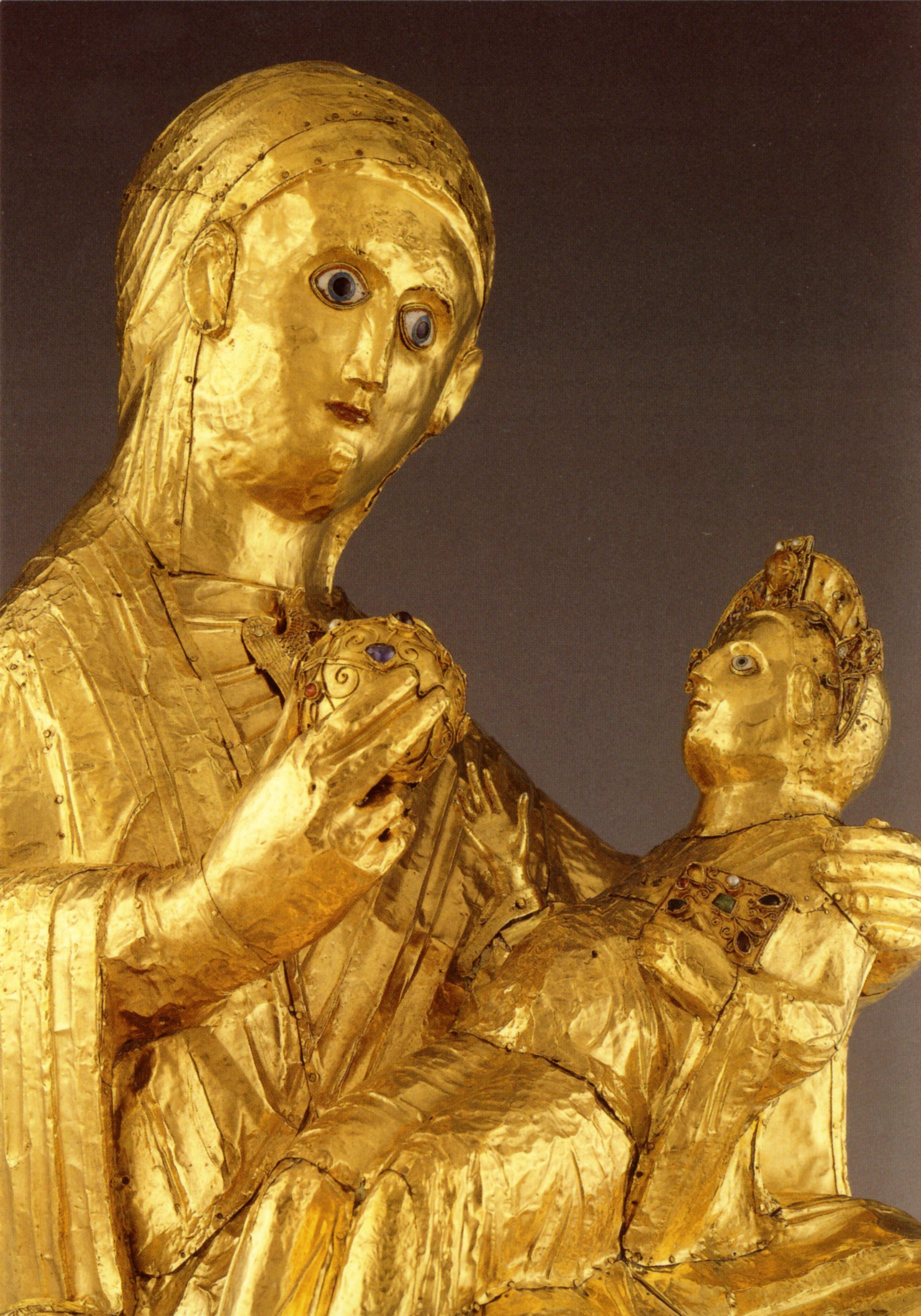
Madonna dorata, particolare

Come per molte opere d'arte medievali, l'iconografia della Madonna è molto complessa. Maria è raffigurata con il Bambino Gesù in grembo, seduta su uno sgabello e con indosso una veste piuttosto semplice. La figura del Bambino è sovradimensionata: questa misura eccessiva riflette l'importanza del Salvatore. Maria, teologicamente importante, passa in secondo piano rispetto a lui. La figura rappresenta Maria in un ruolo di servizio, basata su Luca 1, 38: Vedi, io sono la serva del Signore. Allo stesso tempo è rappresentata come un trono della Saggezza Divina. Questa rappresentazione è basata sul Libro dei Re 10:18, dove si dice del trono di Salomone: E il re fece un grande trono d'avorio e lo rivestì con l'oro più nobile. La postura semiseduta del bambino e il suo abbigliamento in paramenti sacerdotali lo caratterizzano come il sovrano del cielo intronizzato che predica la dottrina cristiana. Come proclamatore della dottrina, la figura di Gesù tiene un libro. Si può presumere che la mano destra originale compisse un gesto di benedizione, come era tipico per la rappresentazione di Gesù come maestro della sapienza divina.
Si nota, tuttavia, che la figura del Bambino Gesù non volge lo sguardo verso lo spettatore della statua. Piuttosto, il suo sguardo è diretto verso il volto della Madonna, i cui occhi sembrano sempre essere diretti verso lo spettatore. Maria è quindi non solo mostrata nel suo ruolo di servizio, ma è anche la mediatrice tra lo spettatore e la portatrice della dottrina della salvezza.
Allo stesso tempo, affronta lo spettatore in un ruolo diverso, perché tiene in mano una preziosa sfera decorata con la mano destra. Ci sono diverse possibili interpretazioni di questa sfera, che non si escludono a vicenda. A causa della sua postura sul trono, si è tentati di interpretare la palla come un globo crucigero, ma la consegna di un globo imperiale è attestata solo per l'incoronazione di Corrado II nel 1024. L'interpretazione come sfera imperiale è quindi esclusa. Inoltre, il globo imperiale nelle rappresentazioni usuali è tenuto saldamente da chi lo indossa con l'intera mano, non facilmente con solo tre dita.
Diffusa dunque l'interpretazione della sfera come mela della salvezza. Allo stesso modo in cui Eva ha tenuto la mela della calamità dall'albero della conoscenza, Maria porge una mela allo spettatore, che simboleggia la redenzione che ha portato nel mondo attraverso la nascita di Cristo. La Madonna d'Oro è quindi una rappresentazione della nuova Eva.
Un'altra interpretazione della sfera si collega all'interpretazione del globo imperiale. All'incoronazione degli imperatori romano-tedeschi, il globo imperiale simboleggiava il potere sul cerchio del mondo, il mundus. Anche se il globo imperiale fu introdotto successivamente, la raffigurazione del mundus come sfera era già nota all'epoca della realizzazione della Madonna. Rappresentazioni di re con questo simbolo di potere si possono trovare in particolare in miniature di volumi carolingi e ottoniani. La sfera tenuta dalla Madonna d'Oro può quindi essere interpretato come una rappresentazione del Mundus. Maria tiene in mano il potere sul mondo, e tiene facilmente questo potere con le sue dita sottili per colui a cui appartiene effettivamente, cioè il bambino in grembo.
Dal punto di vista odierno, una madre che detiene il potere sulla terra per il figlio di suo figlio sembra essere un'affermazione innocua, al momento della creazione della Madonna questo sarebbe potuto essere diverso. Nel 983 morì a Roma l'imperatore Ottone II, zio di Mathilde II, allora badessa di Essen, e l'unico erede fu suo figlio di tre anni, che in seguito divenne imperatore Ottone III. Sebbene l'esercizio di tale potere da parte di una donna fosse piuttosto insolito all'epoca, sua madre Teofanu esercitò il potere sul regno. Enrico II inizialmente rivendicò il titolo in quanto parente maschio più stretto di Ottone II, ma Teofanu vi prevalse con l'aiuto della chiesa. La Madonna d'oro può quindi anche essere interpretata come un'espressione dell'affermazione di Teofano e dell'affermazione di Ottone III come sovrano sollevato dalla grazia di Dio, per mantenere l'impero. Ci sono quindi alcuni motivi per accettare l'imperatrice Teofano come donatrice della Madonna. È probabile che Mathilde II von Essen fosse dalla parte di Teofano nella disputa con Enrico II, poiché, in quanto erede di suo fratello Ottone di Svevia nella reggenza del ducato di Baviera, non avrebbe che potuto essere a favore di Teofano e della linea dinastica di Ottone III. Le ricche donazioni di beni al tesoro di Essen lo confermano. È quindi ovvio, se non dimostrato, che la Madonna d'oro arrivò ad Essen come ringraziamento a Mathilde per il sostegno politico a Teofano.

### Influenze
La Madonna divenne il modello per altre figure di culto rivestite d'oro. La Grande Madonna d'Oro del tesoro della cattedrale di Hildesheim fu probabilmente creata poco più tardi sotto il vescovo Bernward. La Croce di Benna (intorno al 1000) e la Croce di Helmstedt (1060 circa) sono state le ultime grandi sculture d'oro del periodo. Più o meno della stessa epoca della Croce di Helmstadt, furono create sculture simili, una oggi alla Liebinghaus di Francoforte e la Madonna Imad di Paderborn, che corrispondevano al tipo della Madonna d'oro, ma erano originariamente dipinte. La Madonna Imad, danneggiata da un incendio poco dopo la sua creazione, fu dorata solo intorno al 1060 e il rivestimento d'oro è a sua volta ormai perduto.

## Significato liturgico

### Culto storico

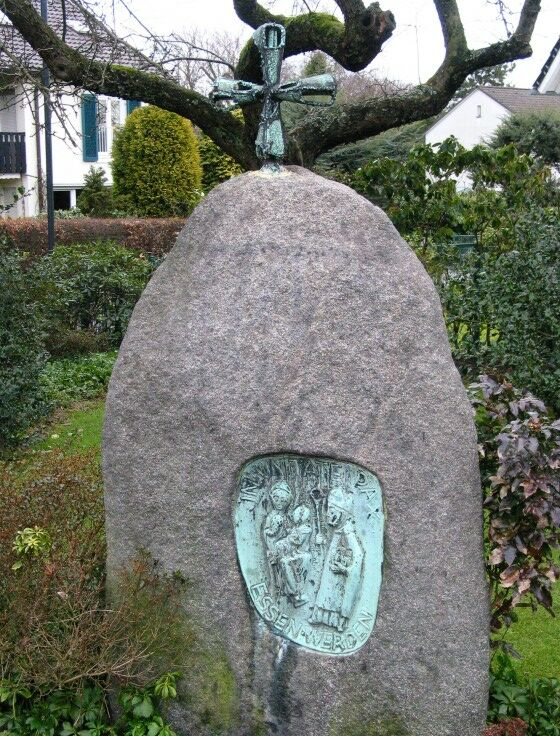
Croce commemorativa sul sentiero di San Marco a Essen-Bredeney con un'immagine della Madonna dell'abbazia di Essen

La Madonna d'oro ha svolto un ruolo importante nella liturgia del monastero di Essen. Veniva portata in tutte le processioni importanti, e l'altare della Madonna era il luogo dove venivano depositati gli atti di donazione a favore del monastero, così che i beni donati venivano simbolicamente affidati alle cure di Maria. Tuttavia, non è chiaro se la figura dell'altare fosse la figura conosciuta oggi come la Madonna d'oro, poiché altre due figure di Maria sono elencate negli inventari superstiti del monastero.
La festa più importante nel culto di Maria a Essen era la festa di Maria Lichtmeß (Presentazione al Tempio), con la quale 40 giorni dopo Natale si celebrava il giorno in cui Maria portava il neonato Gesù al tempio. In preparazione alla festa, la sera prima il guardiano del tesoro consegnava la figura al canonico più giovane. La statua veniva poi portata, nascosta alla vista, lungo un sentiero fisso fino alla chiesa di Santa Gertrude, ora conosciuta come la chiesa del mercato di Essen, che era la chiesa cittadina, e lì veniva tenuta durante la notte. Il giorno della festa la statua veniva quindi velata e portata davanti alla collegiata attraverso un percorso processionale fisso. Era posta sullo “steyn”, dove di solito si pagavano le tasse al monastero. Lì veniva inaugurata a festa e incoronato con la corona d'oro conservata nel tesoro della cattedrale. A quel punto la Madonna entrava nella collegiata sotto la guida della popolazione, proprio come Maria era stata accompagnata dal popolo della Gerusalemme celeste quando si recava al tempio. Queste processioni furono svolte fino al 1561 e poi interrotte, poiché St. Gertrudis divenne una chiesa protestante a causa della Riforma protestante che era stata introdotta a Essen.

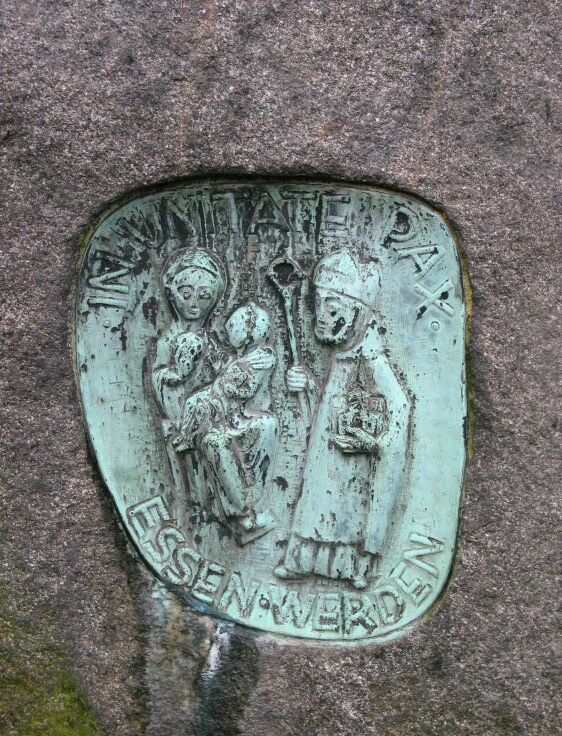
Particolare della lapide

Un'altra importante processione in cui veniva portata la Madonna si svolgeva ogni anno il lunedì prima dell'Ascensione, che si celebra 40 giorni dopo la Pasqua. In questo giorno, la Madonna divenne l'annuale incontro formale tra i canonici, i regolari e i monaci del monastero di Essen e della sua filiale, il monastero di Essen-Rellinghausen, forse fondato dalla badessa di Essen Mathilde II, con i monaci della vicina abbazia di Werden. Una lapide commemorativa sul "Sentiero di San Marco" a Essen-Bredeney segna ancora oggi il punto di incontro per le processioni di Essen e Werden.
Il primo vescovo di Essen, Franz Hengsbach ha rinnovato l'usanza medievale dell'Incoronazione di Maria nel 1978. A causa dei problemi di restauro, le incoronazioni dovettero essere interrotte nel 2000.

### Culto odierno
Maria come "madre del buon consiglio", venerata nel ritratto della Madonna d'oro, quando la diocesi della Ruhr fu fondata nel 1959 da Papa Giovanni XXIII fu nominata patrona della diocesi di Essen e la statua ne divenne il simbolo. Il vescovo di Essen Franz Hengsbach decise quindi di non tenere la Madonna d'oro nel tesoro, accessibile solo a pagamento, ma di renderla liberamente accessibile ai fedeli nella chiesa cattedrale. Dal 1959, la Madonna d'oro si trova in una vetrina di alta sicurezza climatizzata nella cappella laterale settentrionale della chiesa, di fronte alla quale si trovano sempre i fedeli durante gli orari di apertura dell'edificio.
La Madonna d'oro è stata anche la protagonista di un manifesto pubblicitario per la pubblicità della città di Essen.